# Хельсинки
Хе́льсинки (фин. Helsinki, швед. Helsingforsо файле, до 1926 года в русском языке использовали шведское название Гельсингфо́рс, позже — Ге́льсинки) — столица и крупнейший город Финляндии, административный центр провинции Уусимаа (Нюланд).
Город расположен на юге страны на берегу Финского залива Балтийского моря. Население — 689 758 человек (оценка по состоянию на 30 июня 2025). Иностранные граждане составляют около 10 % населения города.
Хельсинки вместе с городами-спутниками Вантаа (Ванда), Эспоо (Эсбо) и Кауниайнен (Гранкулла) образует столичный регион с населением более 1,2 миллиона человек. Население Большого Хельсинки, территория которого включает 12 коммун, превышает 1,5 миллиона человек. Хельсинки является центром бизнеса, образования, культуры и науки Финляндии. В Большом Хельсинки расположены 8 университетов и 6 технологических парков. 70 % иностранных компаний, работающих в Финляндии, — расположены в столичном регионе. Миграция населения из провинции делает Хельсинки одним из самых быстрорастущих муниципальных районов Европы. Главным международным авиаузлом Финляндии является аэропорт Хельсинки-Вантаа, — расположенный в 20 километрах от центра столицы и осуществляющий прямые перелёты по всему миру. Путь от Хельсинки до Таллина занимает 2 часа по морю и 18 минут на вертолёте (расстояние составляет 80 км). До марта 2022 года существовала возможность добраться до Санкт-Петербурга на скоростном поезде «Аллегро» за 3,5 часа (390 км).
В 2014 году в рейтинге 25 лучших городов мира, составленном британским журналом Monocle, Хельсинки занял 5-е место (на 1-м месте — Копенгаген). В 2011 году в опубликованном международной консалтинговой компанией Mercer рейтинге наиболее безопасных городов мира Хельсинки разделил 2—4 места с Цюрихом и Берном (на 1-м месте — Люксембург). В начале 2012 года газета The New York Times в ежегодно публикуемом ею списке мест нашей планеты, которые стоит посетить в наступившем году, поставила Хельсинки на 2-е место (на 1-м месте — Панама, на 3-м — Мьянма).
По опросам общественного мнения в 2012 году, Хельсинки занимает 5-е место по уровню привлекательности для проживания среди финских граждан.
В 2013 году по расчётам консалтингового агентства ECA International Хельсинки занял 20-е место в рейтинге самых дорогих городов планеты (1-е место — Осло), а международная деловая газета Financial Times представила ряд районов финской столицы в лучшем свете как мест для вложений в недвижимость.
День города отмечают ежегодно 12 июня.

## Этимология
Город был основан шведами в 1550 году под названием «Гельсингфорс» (швед. Helsingfors). Основа helsing нередко встречается в скандинавской топонимии (например, Хельсингборг), но смысл её неясен; по мнению В. А. Никонова это этноним. Часть -fors нашведском языке означает «водопад», поскольку первоначально город располагался у водопада. Финское название «Хельсинки» (фин. Helsinki) образовано от шведского названия водопада. В России/СССР до 1926 года была принята форма «Гельсингфорс».

## История

### Шведское правление
Город был основан 12 июня 1550 года шведским королём Густавом Васой, когда по королевскому указу несколько сот жителей города Порвоо обосновались на территории нынешнего городского района Арабиа. День подписания указа считают днём рождения города. Оказалось, однако, что место было выбрано неудачно: гавань была слишком мелкой и в результате город был перенесён в район нынешней Рыночной площади (Кауппатори). Так возникло 2 населённых пункта: Гельсингфорс и Гаммельстадт (Гаммельстаден), в буквальном переводе — «старый город»; но со временем они вновь слились в один город.
Вплоть до середины XVIII века Гельсингфорс оставался небольшим, сплошь деревянным городом, здесь нередко вспыхивали эпидемии чумы.
В 1748 году на островах близ Гельсингфорса шведами было начато строительство крепости Свеаборг, призванной защитить город с моря. В результате начался рост города; появляются первые каменные дома, однако столицей шведской Финляндии оставался город Або.
Город был захвачен войсками Российской империи четырежды — дважды в ходе Великой Северной войны в мае—июле 1713 года; 24 августа 1742 года в ходе русско-шведской войны; 18 февраля 1808 года в ходе русско-шведской войны.

### Великое княжество Финляндское
В 1809 году по Фридрихсгамскому мирному договору Финляндия отошла под власть Российской империи, став автономным Великим княжеством Финляндским. Спустя 3 года, 12 апреля 1812 года, император Александр I перенёс столицу в более восточный Гельсингфорс.
После этого был учреждён комитет по реконструкции, который возглавил военный инженер Юхан Альбрехт Эренстрём. В 1816 году на должность архитектора столицы Великого княжества назначен Карл Людвиг Энгель — немецкий архитектор, приглашённый в Россию в 1809 году и успешно показавший себя в Ревеле. С этого времени началась стремительная организованная застройка города.
Из Або (Турку) в столицу Финляндии перевели университет, здание для которого спроектировал Энгель. Энгель также построил здание присутственных мест (ныне президентский дворец) и Собор Святого Николая, формирующий ансамбль Сенаатинтори (Сенатской площади). Сходство архитектурно-композиционных решений в застройке Гельсингфорса и Санкт-Петербурга обусловлено тем, что многие иностранные архитекторы приезжающие в Великое княжество Финляндское и в столицу в частности ориентировались на уже реализованные в Петербурге лучшие образцы модного в начале XIX века классицизма и русского ампира. Ход работ лично курировали император Александр I и его брат Николай.
В годы Крымской войны город подвергся обстрелу англо-французской эскадры. Значительных разрушений в городе этот обстрел не повлёк.
В 1860-х годах первая финская железная дорога соединила город с Риихимяки и Тампере. Бурно развивалась промышленность. В 1870 году железная дорога соединила Хельсинки с Петербургом.

### Столица независимой Финляндии
После провозглашения независимости в ходе гражданской войны в Финляндии город был некоторое время занят частями финской красной армии. Однако в результате наступления немецкого десанта, высаженного в тыл красным финнам, город перешёл под контроль финского парламента, и на короткое время стал столицей марионеточного «Королевства Финляндия». Столица независимой Финляндии после окончания Первой Мировой Войны.
После окончания гражданской войны в Финляндии 1918 года город продолжал динамично развиваться. Значительно расширилась его территория, росли новые жилые кварталы. Широкую известность приобрёл, например, «город-сад» Тапиола (фин. Tapiola, швед. Hagalund; административно подчинённый Эспоо).
30 ноября 1939 года СССР начал бомбардировку Хельсинки, в том числе кассетными бомбами РРАБ-2. В результате трёх авианалётов было разрушено 2 тыс. зданий, погибло более 900 чел., свыше 500 чел. получили тяжёлые ранения. Бомбардировки Хельсинки осуществлялись в годы Второй мировой войны 39 раз.
В 1952 году город принимал XV летние Олимпийские игры.
В 2007 году в городе был проведён ежегодный конкурс песни «Евровидение».

### Название
На финском языке город официально назывался Helsinki ещё с момента основания (1550 год); по-шведски он по-прежнему официально именуется Helsingfors. Во всех остальных языках долгое время употреблялось название «Хельсингфорс» (в русском — «Гельсингфорс») до того, как Финляндия стала независимой (6 декабря 1917 года). И это неудивительно: вплоть до конца XIX века в городе абсолютно преобладало шведское население, хотя население города в 1880 году составляло всего 43 тысячи человек.
Несмотря на формальное подчинение Российской империи после 1809 года, шведско-финское дворянство сохранило свою власть в Финляндии и долгое время отдавало предпочтение шведскому языку. Стремясь ослабить шведское влияние, российские власти стимулировали развитие финского языка, а интенсивная миграция сельских жителей быстро изменила демографический и языковой баланс в городе в пользу финнов. С 1898 года на пост генерал-губернатора Финляндии был назначен генерал-лейтенант Н. И. Бобриков, который начал политику русификации и усиления центральной власти. С. Витте полагал, что единственное, чего Бобриков добился — это превращения тихого края в «тыл революции».
После 1917 года стало употребляться финское название Хельсинки. На советских картах 1920-х — начала 1930-х годов встречалось, в соответствии с тогдашней передачей иноязычного [h], написание Гельсинки (написание Гельсінкі, наряду с Хельсінкі, принято в современном украинском языке, где г читается [ɦ]).
Шведоязычное меньшинство в столице сохраняется и поныне (6,2 % населения города), а шведский язык имеет статус официального наравне с финским.

## Физико-географическая характеристика

### Рельеф
Город расположен в скалистой местности. Исторический центр города расположен на полуострове с сильно изрезанной береговой линией. Перепады высот в городе значительны, а скалы — обычная часть пейзажа. На реках в пределах города имеются водопады.

### Климат
Климат Хельсинки умеренный, переходный между континентальным и морским климатом. Зима длительная и снежная, но в то же время не слишком холодная, лето прохладное и за пределы календарного не выходит. Весна и осень продолжительные и прохладные. Сильные морозы — довольно редкое явление, жара летом выше 30 °C бывает не каждый год. Максимум осадков наблюдается в конце лета и в течение всей осени.
| Показатель                                     | Янв.  | Фев. | Март  | Апр.  | Май  | Июнь | Июль | Авг. | Сен. | Окт.  | Нояб. | Дек. | Год  |
| ---------------------------------------------- | ----- | ---- | ----- | ----- | ---- | ---- | ---- | ---- | ---- | ----- | ----- | ---- | ---- |
| Абсолютный максимум, °C                        | 8,5   | 10,3 | 16,2  | 21,9  | 28,2 | 31,4 | 33,7 | 31,5 | 26,2 | 18,2  | 13,0  | 10,8 | 33,7 |
| Средний суточный максимум, °C                  | −1,7  | −2,2 | 1,5   | 8,0   | 14,8 | 18,8 | 21,9 | 20,0 | 14,7 | 8,8   | 3,3   | 0,1  | 9,0  |
| Средняя температура, °C                        | −5    | −5,7 | −1,9  | 4,1   | 10,4 | 14,6 | 17,6 | 15,8 | 10,7 | 5,6   | 0,4   | −3,2 | 5,3  |
| Средний суточный минимум, °C                   | −7    | −7,9 | −4,5  | 0,5   | 6,0  | 10,6 | 13,9 | 12,7 | 8,3  | 3,8   | −1    | −5   | 2,5  |
| Абсолютный минимум, °C                         | −34,4 | −33  | −31,3 | −19,8 | −7   | −0,5 | 4,9  | 2,1  | −4,5 | −14,5 | −25,5 | −35  | −35  |
| Норма осадков, мм                              | 53    | 37   | 36    | 32    | 37   | 61   | 66   | 78   | 63   | 82    | 72    | 57   | 676  |
| Температура воды, °C                           | 2     | 1    | 1     | 2     | 5    | 9    | 15   | 17   | 14   | 10    | 7     | 3    | 7    |
| Источник: Погода и климат, World Climate Guide |       |      |       |       |      |      |      |      |      |       |       |      |      |

| Показатель                        | Янв. | Фев. | Март | Апр. | Май  | Июнь | Июль | Авг. | Сен. | Окт. | Нояб. | Дек. | Год   |
| --------------------------------- | ---- | ---- | ---- | ---- | ---- | ---- | ---- | ---- | ---- | ---- | ----- | ---- | ----- |
| Средний суточный максимум, °C     | −4,1 | −2,6 | 2,1  | 8,8  | 16,8 | 19,6 | 23,4 | 21,3 | 16,2 | 8,4  | 3,9   | −0,4 | 9,4   |
| Средняя температура, °C           | −5,9 | −4,9 | −1,4 | 4,6  | 11,6 | 15,0 | 18,9 | 17,0 | 12,6 | 5,7  | 2,3   | −2   | 6,1   |
| Средний суточный минимум, °C      | −7,7 | −7,2 | −4,8 | 0,4  | 6,6  | 10,5 | 14,3 | 12,6 | 8,9  | 3,1  | 0,7   | −3,6 | 2,8   |
| Среднее число дней с осадками     | 21,0 | 17,5 | 13,1 | 13,0 | 11,3 | 13,4 | 12,0 | 13,6 | 14,5 | 14,5 | 19,2  | 22,3 | 185,5 |
| Норма осадков, мм                 | 42   | 40   | 27   | 40   | 35   | 67   | 58   | 74   | 60   | 65   | 64    | 69   | 640,1 |
| Среднее число дней с заморозками  | 26,2 | 23,7 | 23,8 | 11,1 | 1,9  | 0,0  | 0,0  | 0,0  | 0,4  | 7,6  | 11,4  | 19,4 | 125,5 |
| Источник: www.weatheronline.co.uk |      |      |      |      |      |      |      |      |      |      |       |      |       |

## Население
XIX век
| Численность населения, чел. | Численность населения, чел. | Численность населения, чел. | Численность населения, чел. | Численность населения, чел. | Численность населения, чел. |
| 1810                        | 1830                        | 1850                        | 1880                        | 1900                        |                             |
| --------------------------- | --------------------------- | --------------------------- | --------------------------- | --------------------------- | --------------------------- |
| 4070                        | 11 100                      | 20 700                      | 43 300                      | 93 600                      |                             |

XX век
| Численность населения, чел. | Численность населения, чел. | Численность населения, чел. | Численность населения, чел. | Численность населения, чел. | Численность населения, чел. |
| 1925                        | 1960                        | 1970                        | 1980                        | 1990                        |                             |
| --------------------------- | --------------------------- | --------------------------- | --------------------------- | --------------------------- | --------------------------- |
| 209 800                     | 425 000                     | 524 000                     | 484 000                     | 491 000                     |                             |

XXI век
| Численность населения, чел. | Численность населения, чел. | Численность населения, чел. | Численность населения, чел. | Численность населения, чел. | Численность населения, чел. |
| 2001                        | 2008                        | 2009                        | 2011                        | 2012                        |                             |
| --------------------------- | --------------------------- | --------------------------- | --------------------------- | --------------------------- | --------------------------- |
| 559 718                     | 571 354                     | 578 126                     | 588 941                     | 603 700                     |                             |

В 2002 году в городе проживали 305 196 человек трудоспособного возраста, из них 277 967 имели работу, а 27 229 были безработными (уровень безработицы составлял — 8,9 %).
В 2009 году (на 31 марта) численность населения составляла 578 126 человек. Доля женского населения в Хельсинки составляет 53,4 %, что выше среднего значения по Финляндии (51,1 %). Прогноз численности населения города: на 2020 — 589 604 чел., на 2030 — 597 640 чел.
В 2012 году (на 23 декабря) численность населения составила 603 700 человек (за год население Хельсинки выросло на 8300 человек). В 2012 году в столице родилось 6700 детей, а умерших было 5000 человек (естественный прирост составил 1700 человек). Миграция увеличила численность на 6600 человек (из других частей Финляндии в Хельсинки переехало 32 600 человек, а из Хельсинки уехало в другие районы 29 600 жителей, что увеличило население столицы на 3 тысячи, что в два раза больше, чем за 2011 год). Из-за рубежа переехало примерно 3600 человек, что соответствует уровню 2011 года.
Численность шведоязычных жителей Хельсинки составляет 36 тысяч человек; по прогнозу, к 2030 году в столице будет проживать, в общей сложности, 700 тысяч человек.

### Языковой состав
Долгое время Хельсинки развивался как, преимущественно, шведоязычный город. В 1870 году, во времена Великого княжества Финляндского, преобладающими официальными языками в столице были: шведский — 57 %, финский — 25,9 %, русский — 12,1 %; употреблялись также немецкий (1,8 %) и прочие (3,2 %). К 1890 году из-за начала массовой миграции финских крестьян в города, политики российских властей на поддержание и развитие финского языка и частичной ассимиляции шведов соотношение языков было следующим: 45,6 % — шведский, 45,5 % — финский, 6 % — русский, и 2,9 % — прочие.
В настоящее время официальными в городе признаются два языка — финский и шведский. На 2019 год 78,64 % населения говорили на финском, 5,64 % — на шведском, 2,86 % — на русском, 1,71 % — на эстонском и 1,67 % — на сомалийском.
На шведском языке выходит газета Hufvudstadsbladet, вещают две шведоязычные радиостанции — YLE Radio Vega Mellannyland (с региональными программами) и YLE Radio X3M, кроме того, радиопрограммы на шведском выходят на местной радиостанции (фин. lähiradio, швед. närradio). Наземным способом вещают два шведоязычных канала — YLE FST5 (бесплатный, владелец — YLE) и SVT World (платный, владелец — общественный вещатель Швеции SVT); в кабельных сетях доступны и другие каналы из Швеции.
На русском языке вещала радиостанция «Спутник» (со вставками «Нашего радио»); вещание начато 10 июля 2013 года, прекращено в мае 2018 года. Вещание «Дорожного Радио» также прекращено.

## Экономика
В Хельсинки находится фондовая биржа, основанная в 1912 году, Хельсинкская хирургическая больница.

## Планировка и районы
Хельсинки разделён на восемь административных округов:
| Южный округ (фин. Eteläinen suurpiiri): 1. Круунунхака \| 2. Клууви \| 3. Каартинкаупунки \| 4. Камппи \| 5. Пунавуори \| 6. Эйра \| 7. Улланлинна \| 8. Катаянокка \| 9. Кайвопуйсто \| 13. Эту-Тёолё \| 14. Така-Тёолё \| 20. Лянсисатама (Руохолахти; Салмисаари; Лапинлахти; Яткасаари; Мунккисаари) \| 31. Лауттасаари \| 52. Суоменлинна                                                                                       |
| Западный округ (фин. Läntinen suurpiiri): 15. Мейлахти \| 16. Рускеасуо \| 18. Лааксо \| 29. Хаага (Южная Хаага; Кивихака; Северная Хаага; Лассила) \| 30. Мунккиниеми (Старый Мунккиниеми; Куусисаари; Лехтисаари; Мунккивуори; Ниеменмяки; Талинранта) \| 32. Конала \| 33. Каарела (Каннелмяки; Маунуннева; Малминкартано; Хакунинмаа; Кунинкаантамми) \| 46. Питяянмяки (Паямяки; Тали; Реймарла; Марттила; Промзона Питяянмяки) |
| Центральный округ (фин. Keskinen suurpiiri): 10. Сёрняйнен \| 11. Каллио (Силтасаари; Линии; Торккелинмяки) \| 12. Алппихарью (Харью; Алппила) \| 17. Пасила (Западная Пасила; Северная Пасила; Восточная Пасила; Центральная Пасила) \| 21. Херманни \| 22. Валлила \| 23. Тоукола (Тоукола; Арабианранта) \| 24. Кумпула \| 25. Кяпюля \| 26. Коскела \| 27. Ванхакаупунки                                                         |
| Северный округ (фин. Pohjoinen suurpiiri): 28. Оулункюля (Пирккола; Маунула; Метсяля; Патола; Веряямяки; Маунуланпуйсто; Веряялааксо) \| 34. Пакила (Западная Пакила; Восточная Пакила) \| 35. Туомаринкюля (Палохейня; Торппаринмяки; Туомаринкартано; Халтиала) |
| Северо-восточный округ (фин. Koillinen suurpiiri): 36. Виикки (Виикинранта; Латокартано; Технопарк Виикки; Виикинмяки) \| 37. Пукинмяки \| 38. Малми (Верхний Малми; Нижний Малми; Пихлаямяки; Таттарихарью; Лётное поле Малми; Пихлайисто) \| 39. Тапанинкюля (Тапанинвайнио; Тапанила) \| 40. Суутарила (Силтамяки; Тапуликаупунки; Тёюрюнумми) \| 41. Суурмется (Пуйстола; Хейкинлааксо; Таттарисуо; Якомяки)                     |
| Юго-восточный округ (фин. Kaakkoinen suurpiiri): 19. Мустиккамаа-Коркеасаари \| 42. Кулосаари \| 43. Херттониеми (Западный Херттониеми; Ройхувуори; Промзона Херттониеми; Херттониеменранта) \| 44. Таммисало \| 48. Вартиосаари \| 49. Лааясало (Юлискюля; Йоллас; Туллисаари; Тахвонлахти; Хевоссалми) \| 50. Виллинки \| 51. Сантахамина \| 53. Внешние острова (Западные острова; Восточные острова; Территориальное море)       |
| Восточный округ (фин. Itäinen suurpiiri): 45. Вартиокюля (Вартиохарью; Пуотила; Пуотинхарью; Мюллюпуро; Марьяниеми; Промзона Ройхупелто; Итякескус) \| 47. Меллункюля (Контула; Весала; Меллунмяки; Кивикко; Куркимяки) \| 54. Вуосаари (Центральный Вуосаари; Нордсьён картано; Уутела; Мери-Растила; Каллахти; Ауринколахти; Растила; Ниинисаари; Муставуори )                                                                     |
| Эстерсундомский округ (фин. Östersundomin suurpiiri): 55. Эстерсундом \| 56. Салменкаллио \| 57. Талосаари \| 58. Кархусаари \| 59. Ултуна (Ландбо, Пуронииттю) |

Восьмой округ, Эстерсундомский, был образован в 2009 году присоединением к Хельсинки юго-западной части муниципалитета Сипоо.
В начале 2009 года Хельсинки начал обдумывать возможное присоединение к столице города Вантаа. 30 марта 2009 городской совет Вантаа согласился рассмотреть проект возможного объединения. Совет подчеркнул, что рассмотрение не предусматривает прекращение существования города.

## Транспорт
Согласно исследованию компании TomTom в 2012 году в списке из 31 европейского города Хельсинки занимал 23 место по степени наименьшей транспортной загруженности в часы пик.

### Аэропорты
В Хельсинки действуют международные аэропорты Хельсинки-Вантаа, через который проходит около 90 % рейсов на территории Финляндии, а также Хельсинки-Малми.

### Железнодорожный транспорт
В Хельсинки развиты пригородные перевозки. Электропоезда отходят от вокзала Хельсинки-Центральный по двум направлениям: на запад (на Киркконумми) и на северо-восток (на Рийхимяки и Лахти). На пригородных маршрутах ходят электропоезда серий Sm1 и Sm2, строившихся на финском заводе Valmet, соответственно, в 1969—1973 и 1975—1981 годах. На 2016 год эти электропоезда находятся в процессе замены на швейцарские Stadler FLIRT (финское обозначение Sm5).
Также проводятся исследования и ведутся работы по проектированию подводного железнодорожного тоннеля между Хельсинки и Таллином. Предположительная длина тоннеля составляет 60—80 км. На строительство тоннеля потребуется от 1 до нескольких млрд евро. Ориентировочный срок строительства составляет 10—15 лет.

### Морской транспорт
Хельсинки является крупным портом, откуда осуществляются международные пассажирские перевозки по всему Балтийскому морю. Паромные компании Tallink Silja, Viking Line, Finnlines, St. Peter Line, Linda Line обеспечивают регулярные круглогодичные отправления в Таллин, Стокгольм, Росток, Любек/Травемюнде.
| Год                 | 2012 | 2013  | 2014  | 2015  | 2016  |
| ------------------- | ---- | ----- | ----- | ----- | ----- |
| Грузооборот, тыс. т | 9784 | 10546 | 10828 | 11407 | 11619 |

### Общественный транспорт
Хельсинки отчётливо делится на две части — историческую западную и более современную восточную (Itä-Helsinki, Östra Helsingfors) — соединённые единственной линией метрополитена, а также обширной сетью автодорог.
Общественный транспорт представлен также трамваями в центре и прилегающих к нему частях города, автобусами, пригородными поездами и муниципальными паромными линиями Кауппатори — Суоменлинна, Катаянокка — Суоменлинна и Хаканиеми — Суоменлинна. Общественный транспорт в Хельсинки, Эспоо, Вантаа и Кауниайнене управляется Транспортным управлением региона Хельсинки (фин. HSL, Helsingin seudun liikenne, швед. HRT, Helsingfors regionentraffik). С 2013 года NSL предлагает пассажирам новую систему оплаты проезда в общественном транспорте с телефонов, снабжённых технологией NFC

#### Трамвай
На 2013 год в Хельсинки имеется 13 трамвайных линий (1, 1A, 3B, 3T, 4, 4T, 6, 6T, 7A, 7B, 8, 9, 10). Общая длина путей составляет 112 километров. Билет можно купить в билетном автомате, паркомате (с 2019 года), а также в мобильном приложении HSL Mobileticket. С февраля 2018 года продажа билетов водителями трамвая больше не производится.

#### Метрополитен
Метрополитен был открыт 2 августа 1982 года. На начало октября 2018 года система включает 30 станций и две линии. Общая длина составляет 43 км, пассажиропоток — 62,9 млн человек в год (2015). Метро, в основном, обслуживает плотно застроенные районы Восточного Хельсинки, но может использоваться и для перемещения в центре Хельсинки. Система метро дополняется пригородными поездами, которые используются для связи с другими районами Хельсинки.
«Западное метро» (фин. Länsimetro), которое позволяет перемещаться из центра Хельсинки до Матинкюля (район в центре Эспоо) открылось в 2018 году. Оно состоит из 8 станций, а длина нового туннеля составляет 14 километров.

#### Автобус
Наряду с трамваем и метрополитеном, в Хельсинки хорошо развито автобусное сообщение — более ста автобусных маршрутов охватывают все районы города и ближайших пригородов.
Кроме внутригородского автобусного сообщения, существуют и междугородние автобусные маршруты. Такие автобусы, чаще всего, отправляются от центрального автовокзала Хельсинки «Камппи», расположенного в 5 минутах ходьбы от главного железнодорожного вокзала. Билеты на междугородние автобусы можно купить как непосредственно в кассах автовокзала, так и в Интернете на сайтах перевозчиков.

### Велосипедный транспорт
В Хельсинки проложена сеть велосипедных дорожек общей протяжённостью около 1200 км.

### Автомобильные парковки
В будни в рабочее время парковка по сторонам второстепенных улиц платная. Также в городе множество различных открытых и подземных паркингов. Оплата производится в автомат картой с чипом или монетами. Штраф за неправильную парковку в среднем составляет 60 евро.
Оплатить штраф можно в банках, в приграничных магазинах, а в выходной также и через интернет-сервис Euroshtraf.

## Образование
В Хельсинки находится крупнейший в стране Хельсинкский университет, а также ряд других высших учебных заведений, в которых учится 64 128 студентов (из них 38 454 в университете). Среднее образование обеспечивают 190 школ, из них 22 частных. Все данные приведены на 2003 год.

## Культура и искусство

### Музеи
- Городской музей Хельсинки. Вход бесплатный. Имеет несколько отделений, в том числе два летних музея: Дом бюргера и Музей электростанции. Они открываются только с наступлением высокого туристического сезона. Вход в оба музея бесплатный.
- Национальный музей Финляндии
- Финская национальная галерея
  - музей классического искусства Атенеум
  - музей современного искусства Киасма
  - Галерея Синебрюхова
- крепость Суоменлинна (Свеаборг)
- дом-музей Урхо Кекконена Тамминиеми
- музей почты
- Художественный музей Амоса Андерсона
- Музей дизайна[36]

### Культурные центры
Культурная фабрика Korjaamo находится недалеко от центра Хельсинки. Расположенная в старом трамвайном депо, фабрика Korjaamo представляет собой комплекс, состоящий из галерей, театральных и концертных залов, магазина, кафе и бара — и, конечно, музея трамваев. После открытия второго здания — Трамвайного гаража (Vaunuhalli) в июне 2008 года Korjaamo стала самым большим культурным центром в Финляндии. Выставочная деятельность, в основном специализирующаяся на фотографии и видео-арте, теперь проходит в трёх галереях, две из которых расположены в новом Трамвайном гараже. Ежегодно в стенах Korjaamo Teatteri проводится международный фестиваль STAGE, собирающий под своей крышей лучшие современные театры со всего мира.
31 августа 2011 года в Хельсинки был открыт Дом музыки — музыкальный культурный центр с пятью концертными залами, самый большой из которых рассчитан на 1700 зрителей.

### Театры
В Хельсинки находится Национальный оперный театр Финляндии, а также множество театров, среди которых Финский национальный театр, Театр Савой, Городской театр Хельсинки, Александровский театр, Кукольный театр Сампо.
- Национальный оперный театр
- Финский национальный театр перед площадью Раутатиентори
- Александровский театр на Булеварди
- Шведский театр

### Кинотеатры
В Хельсинки множество кинотеатров. Фильмы демонстрируются, как правило, на языке оригинала с субтитрами на финском и шведском языках.
Крупнейший кинотеатр города, 14-зальный Tennispalatsi (Дворец тенниса) сети Finnkino, расположен в районе Камппи. Также этой сети принадлежат 10-зальный Kinopalatsi, (Дворец кино) и Maxim (Максим) с двумя залами.
Национальный аудиовидеоархив представляет кинофильмы, имеющие художественную и историческую ценность, в кинотеатре «Орион» в районе Камппи. Известный своими традициями кинотеатр «Био Рекс» (Bio Rex) выступает в качестве площадки для кинофестивалей. В здании Городского музея Хельсинки находится кинотеатр «Кино Энгель», где можно посмотреть короткометражные фильмы по истории Хельсинки.

## Основные достопримечательности
- Сенатская площадь с Кафедральным лютеранским собором Святого Николая (1852, архитектор К. Л. Энгель), Университетом, зданием Сената и памятником императору Александру II, расширившему права автономной Финляндии и даровавшему ей конституцию в 1863 году. Осенью 2010 года на Сенатской площади Хельсинки состоялась самая большая в Финляндии выставка под открытым небом: международную выставку United Buddy Bears посетило более 1,4 млн чел.
- Центральная библиотека Хельсинки «Ооди»
- Крепость Суоменлинна (до 1918 года — Свеаборг), заложенная в 1748 году.

- Церковь Иоанна построена между 1888 и 1893 годом в неоготическом стиле.
- Зоопарк Коркеасаари — один из самых северных и больших зоопарков мира.
- Церковь Темппелиаукио, вырубленная в скале, 1969 год.
- В районе Сувилахти с 2004 года проводится фестиваль современной альтернативной музыки Flow Festival[англ.][42]
- Крупнейший в Северной Европе аквапарк «Серена»
- Парк развлечений Линнанмяки
- Остров-музей под открытым небом Сеурасаари
- Рок-клуб Тавастия — старейший музыкальный клуб в Хельсинки
- Национальный архив Финляндии
- Успенский собор (1868, архитектор А. М. Горностаев), кафедральный собор Хельсинкской митрополии, крупнейший греческий православный храм Западной Европы.

## Города-побратимы
- Прага, Чехия
- Нуук, Гренландия, Дания
- София, Болгария
- Осло, Норвегия
- Копенгаген, Дания
- Стокгольм, Швеция
- Рейкьявик, Исландия
- Киев, Украина
- Баку, Азербайджан
- Торсхавн, Фарерские острова, Дания
- Пекин, КНР
- Таллин, Эстония
- Берлин, Германия
- Гвадалахара, Мексика